# Mesoplophora japonica
Mesoplophora japonica är en kvalsterart som beskrevs av Aoki 1970. Mesoplophora japonica ingår i släktet Mesoplophora och familjen Mesoplophoridae. Inga underarter finns listade i Catalogue of Life.